# Best Western International
Best Western International se autodefine como la mayor cadena hotelera del mundo, registrando incluso el lema "THE WORLD’S LARGEST HOTEL CHAIN®", con aproximadamente 4.000 hoteles en más de 80 países y territorios de los cinco continentes. Esta cadena hotelera está basada en Phoenix, Arizona, Estados Unidos.
El principal mercado de Best Western International es Norteamérica con más de 2.000 hoteles.
Cada hotel deben cumplir estándares mínimos, como por ejemplo acceso gratuito a internet Wi-Fi.
A diferencia de otras cadenas que poseen tanto hoteles operados directamente así como hoteles franquiciados a empresas administradoras de hoteles, Best Western International solo utiliza el formato franquicia.
Las franquicias tradicionales buscan que tanto la cadena hotelera (franquiciante) como el hotel (franquiciado) obtengan utilidades, sin embargo Best Western International utiliza un modelo en que la cadena tiene como meta la autofinanciación; así mismo cada hotel franquiciado pasa a ser miembro de Best Western International con voz y voto.
Otra característica de esta cadena es que hasta noviembre del año 2002 poseía un solo formato. En la actualidad solo posee dos formatos:
- Best Western.
- Best Western Premier.
- Best Western International fue fundada el año 1946 por M.K. Guertin.